# Jorge Escosteguy
Jorge Dias Escosteguy (Santana do Livramento, 30 de novembro de 1946 — São Paulo, 17 de novembro de 1996) foi um jornalista brasileiro. Começou no Jornal Plateia em Santana do Livramento. Passou por Porto Alegre e Florianópolis, antes de ir para São Paulo.
Foi editor das revistas Isto É e Veja e chefe de redação da Rede Globo, além de editor-chefe do jornal da TV Cultura como comentarista de assuntos internacionais, apresentador do programa Opinião Nacional e mediador do Roda Viva  (de 1989 a 1994), por onde passaram e passam grandes nomes da política (inclusive presidentes do Brasil e Portugal, Fidel Castro, Ayrton Senna), música, literatura, economia, etc. Após deixar o Roda Viva, assumiu a direção de jornalismo da TV Cultura.
É também autor dos livros Cuba Hoje, 20 Anos de Revolução e Escola Politécnica - Cem Anos de Tecnologia Brasileira. Foi também diretor-presidente da Fundação Roquette Pinto (1995) e assessor do presidente da Federação das Indústrias do Estado de São Paulo (1996).
Além disso foi um dos grandes nomes do jornalismo brasileiro.
"Scotch", como era conhecido no meio jornalístico, morreu em decorrência de um infarto na madrugada de 17 de novembro de 1996, treze dias antes de completar 50 anos.

## Livros publicados
- Cuba Hoje, 20 Anos de Revolução. Alfa Omega, 1979
- Escola Politécnica - Cem Anos de Tecnologia Brasileira. Grifo Projetos Históricos e Editoriais, 1994